# Andy Polar
Andy Polar Paredes (Arequipa, 17 de febrero de 1997) es un futbolista peruano. Juega como extremo izquierdo y su equipo actual es Nacional Foot Ball Club de la Copa Perú.

## Trayectoria

### Inicios
Polar juega al fútbol desde los 7 años y desde entonces pasó por las divisiones menores de clubes como Alcides Carrión  y FBC Melgar  hasta que en 2011 con catorce años de edad, debutó en la Copa Perú jugando por el equipo de su barrio, el Deportivo Palmeiras de la calle Colón de Paucarpata, Arequipa. Luego pasó al FBC Junior del mismo distrito, donde siguió participando en la liga distrital y en la Copa Perú. Tuvo un paso por el Taxitel y el Sportivo Cariocos, también de Arequipa.

### Binacional

#### Temporada 2016
Tiempo después, llegó a formar parte de las filas del club Deportivo Binacional, también de Copa Perú que para 2016 empezó a formar parte de la liga distrital de Paucarpata en Arequipa. Ese año Polar empezó a crecer futbolísticamente pues con Binacional arrasó en la liga distrital, saliendo campeón también de la etapa provincial y siendo subcampeón de la etapa departamental, clasificando a las fases finales de la Copa Perú 2016. El club llegó a disputar la finalísima, sin embargo no pudo ascender a la primera división peruana. Polar fue elegido mejor jugador sub-19 del torneo además de marcar once goles en el año y para la siguiente campaña se especuló que cambiaría de equipo, sin embargo permaneció en Binacional.

#### Temporada 2017
Gracias a la tercera posición de la finalísima 2016, Binacional empezó su participación en la Copa Perú 2017 a partir de la primera fase de la etapa departamental, sin pasar por la etapa distrital ni provincial. Binacional hizo una excelente campaña ese año, proclamándose campeón del torneo y ascendiendo a primera división para el siguiente año.

#### Temporada 2018
A fines del 2017 Polar renovó por dos años con el club y debutó en primera división en la primera fecha del Torneo de Verano, la cual se disputó el 3 de febrero, en la cual cayeron por 2-0 ante Cantolao. El 30 de marzo, 8 fechas después, marcó su primer gol en el Campeonato Descentralizado en la goleada por 3-0 sobre Unión Comercio. Binacional redondeó una buena campaña en su primera experiencia en primera división, clasificando incluso a la Copa Sudamericana 2019. Polar dejó un saldo de 6 goles en 42 partidos y fue nominado a jugador revelación del campeonato 2018 según la Asociación Deportiva de Fútbol Profesional, premio que obtuvo Jairo Concha.

#### Temporada 2019
En el 2019, Binacional retornó a Juliaca y Polar marcó su primer gol del año en la tercera fecha del Apertura en el 3-0 ante Deportivo Municipal. El 3 de abril de ese mismo año debutó en un torneo internacional frente a Independiente en Argentina por la Copa Sudamericana 2019, sin embargo Binacional cayó derrotado 4-1.
Polar se convirtió en un jugador importante para Binacional, siendo una de las piezas fundamentales de su equipo, que logró salir campeón del Torneo Apertura 2019, el primer título de primera división de Binacional en su historia. En 32 partidos de liga, Polar anotó 8 goles y dio 8 asistencias para su equipo en la exitosa campaña del equipo de Puno que posteriormente se proclamó campeón de la Liga 1 2019, tras vencer en las finales a Alianza Lima.
En la temporada 2023 descendió de categoría, al quedar antepenúltimo en la tabla acumulada del torneo con Deportivo Binacional.

## Selección nacional
En mayo de 2019, fue convocado a la selección sub-23 de Perú por Nolberto Solano para el segundo microciclo con miras a los Juegos Panamericanos de 2019 y el 27 de junio se anunció su convocatoria en la lista final de 18 convocados para dicho torneo. Aunque fue titular en el debut con derrota de Perú por 2-0 ante Uruguay, no fue considerado con regularidad a lo largo de la campaña de Perú, quedando en la séptima posición.

### Participación en Juegos Panamericanos
| Torneo                       | Sede | Resultado        | Partidos | Goles |
| ---------------------------- | ---- | ---------------- | -------- | ----- |
| Juegos Panamericanos de 2019 | Perú | Séptima posición | 2        | 0     |

## Vida personal
Ha reconocido admirar al delantero brasileño Neymar

## Clubes y estadísticas
Actualizado el 7 de noviembre de 2021.
| Deportivo Binacional · Perú | 2016             | 3ª               | 35  | 11 | 0  | — | — | — | — | — | — | 35  | 11 | 0  |
| Deportivo Binacional · Perú | 2017             | 3ª               | 23  | 9  | 0  | — | — | — | — | — | — | 23  | 9  | 0  |
| Deportivo Binacional · Perú | 2018             | 1ª               | 42  | 6  | 5  | — | — | — | — | — | — | 42  | 6  | 5  |
| Deportivo Binacional · Perú | 2019             | 1ª               | 32  | 8  | 12 | 4 | 0 | 2 | 2 | 0 | 0 | 38  | 8  | 14 |
| Deportivo Binacional · Perú | 2020             | 1ª               | 14  | 2  | 0  | 1 | 0 | 0 | 4 | 0 | 0 | 19  | 2  | 0  |
| Deportivo Binacional · Perú | 2021             | 1ª               | 20  | 2  | 2  | 1 | 0 | 0 | — | — | — | 21  | 2  | 2  |
| Deportivo Binacional · Perú | 2022             | 1ª               | 36  | 5  | 8  | — | — | — | — | — | — | 36  | 5  | 8  |
| Deportivo Binacional · Perú | 2023             | 1ª               | 28  | 7  | 4  | — | — | — | — | — | — | 28  | 7  | 4  |
| Deportivo Binacional · Perú | Total club       | Total club       | 230 | 50 | 31 | 6 | 0 | 2 | 6 | 0 | 0 | 242 | 50 | 33 |
| Total en carrera | Total en carrera | Total en carrera | 212 | 47 | 31 | 6 | 0 | 2 | 6 | 0 | 0 | 242 | 50 | 33 |
| (1)No se tienen datos sobre su participación en la Copa Perú de ediciones anteriores. (2)Incluye datos de la Copa Bicentenario (2019 y 2021) y la Supercopa Peruana (2020). (3)Incluye datos de la Copa Sudamericana (2019) y la Copa Libertadores de América (2020). |                  |                  |     |    |    |   |   |   |   |   |   |     |    |    |

## Palmarés

### Campeonatos nacionales
- 1 Primera División del Perú: 2019
- 1 Copa Perú: 2017

### Torneos cortos
- 1 Torneo Apertura de la Primera División del Perú: 2019

### Torneos regionales e internacionales
- 1 Liga Departamental de Arequipa: 2017
- 1 Liga Provincial de Arequipa: 2016
- 1 Liga Distrital de Paucarpata: 2016
- 2 Subcampeonatos Liga Departamental de Arequipa: 2014 y 2016

### Distinciones individuales
- Mejor jugador sub-19 de la Copa Perú: 2016[3]
- Equipo ideal de la Copa Perú según el portal periodístico DeChalaca.com: 2016[12]
- Nominado a mejor jugador revelación del Campeonato Descentralizado según la ADFP: 2018[7]
- Nominado a mejor volante central de segunda línea del Campeonato Descentralizado según el diario Líbero: 2018[13][14]
- Jugador del mes en la Liga 1: marzo de 2019
- Equipo ideal del Torneo Apertura de la Liga 1: 2019[15]
- Preseleccionado como mediocampista en el mejor once de la Liga 1 según la SAFAP: 2019[16]
- Equipo ideal de la Liga 1 según Dechalaca.com: 2019[17]
- Nominado a jugador revelación de la Liga 1: 2019[18]